# جيمس ألين (سياسي أمريكي)
جيمس ألين (بالإنجليزية: James Browning Allen)‏ هو محامي وسياسي أمريكي، ولد في 28 ديسمبر 1912 في غادسدن في الولايات المتحدة، وتوفي في 1 يونيو 1978 في غلف شورز في الولايات المتحدة. حزبياً، نشط في الحزب الديمقراطي. وقد انتخب عضو مجلس نواب ألاباما وانتخب عضو مجلس الشيوخ الأمريكي عن دائرة ألاباما.